# Nellymoser
Nellymoser ASAO — это одноканальный (моно) голосовой аудиокодек, представленный компанией Nellymoser.
Звуковые данные группируются по 256 шестнадцатибитных семплов звука (итого 512 байт), которые кодируются в 64-байтный закодированный пакет. Частота дискретизации не имеет значения. Кодек создан с использованием алгоритма, в основе которого лежит McAulay and Quatieri’s sinusoidal transform coding model (MIT’s Lincoln Labs —, 1986). Компания Nellymoser не владеет патентом на данный алгоритм, так как действие патентов истекло за сроком давности, причём данный патент не действовал на территории России (ст. 4, п. 2 Патентный закон РФ — математические алгоритмы не могут быть патентованы), Европы и Азии, поэтому вся информация относительно этого тщательно скрывается производителем кодека.
На текущий момент известно несколько реализаций кодека, помимо самой Nellymoser, например в ffmpeg.
Nellymoser в FLV
Nellymoser — это один из кодеков, который используется в FLV-формате, помимо PCM, ADPCM, MP3, AAC и Speex. Так как Nellymoser очень хорошо сжимает звуковой поток (в 8 раз, до 2 бит/семпл вне зависимости от частоты дискретизации звука), то он используется в качестве основного кодека во Flash-клиенте для передачи FLV-потока на Flash Media Server компании Adobe или Open Source Red5. Пакеты в аудиоблоке FLV-файла имеют размер 64 байта.
В ранних версиях декодера ffdshow присутствует баг, приводящий к замедленному воспроизведению звука, закодированного Nellymoser. В частности, звук может быть замедлен в три раза (частота дискретизации воспринимается как 8000 вместо 22050). В последних версиях эта проблема исправлена.